# Francesco Galdo
Francesco Galdo (Baronissi, 12 aprile 1858 – Salerno, 26 gennaio 1923) è stato un politico e avvocato italiano.

## Biografia
Nato nel 1858 a Baronissi, presso la casa del nonno paterno, dal possidente Andrea Galdo e da Teresa Sica, conseguì la laurea in giurisprudenza e prese servizio presso l'amministrazione comunale di Salerno. Raggiunse la carica di segretario generale del comune e si ritirò poi nel 1911 per dedicarsi esclusivamente alla professione di avvocato.
Liberale, si presentò alle elezioni comunali del 24 ottobre 1920 nella lista liberale-fascista, risultando eletto consigliere. Nella prima seduta dell'8 novembre, presieduta dall'assessore anziano uscente Matteo Rossi, Galdo venne eletto sindaco di Salerno con ventinove voti su trentotto.
Morì improvvisamente il 26 gennaio 1923. Nonostante la sua vicinanza al fascismo, in occasione della morte venne definito «avversario politico» sulle pagine del giornale L'Idea Fascista.